# Girolamo Redini
Girolamo Redini (Castel Goffredo, 1460 circa – Venezia, 22 gennaio 1524) è stato un religioso italiano.
È stato il fondatore della Congregazione degli Eremiti di Santa Maria in Gonzaga.

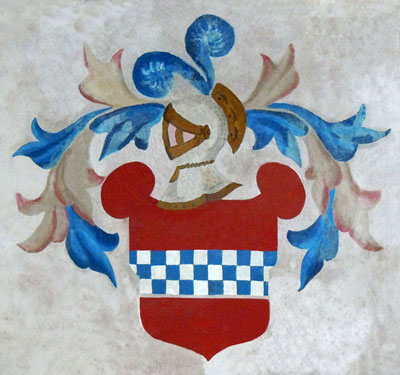
Stemma dei Redini di Castel Goffredo

## Biografia
Nacque a Castel Goffredo da Bonaventura Redini (?-1482) e da Costanza Amarelli. Laureato in diritto, fu al servizio del vescovo di Mantova Ludovico Gonzaga. 
Grazie al padre, dal 1480 divenne consigliere alla corte di Francesco II Gonzaga, marchese di Mantova. Viaggiò nelle Fiandre al seguito di un ambasciatore dei Gonzaga e fu in Francia al servizio di Chiara Gonzaga, moglie di Gilberto di Borbone-Montpensier.

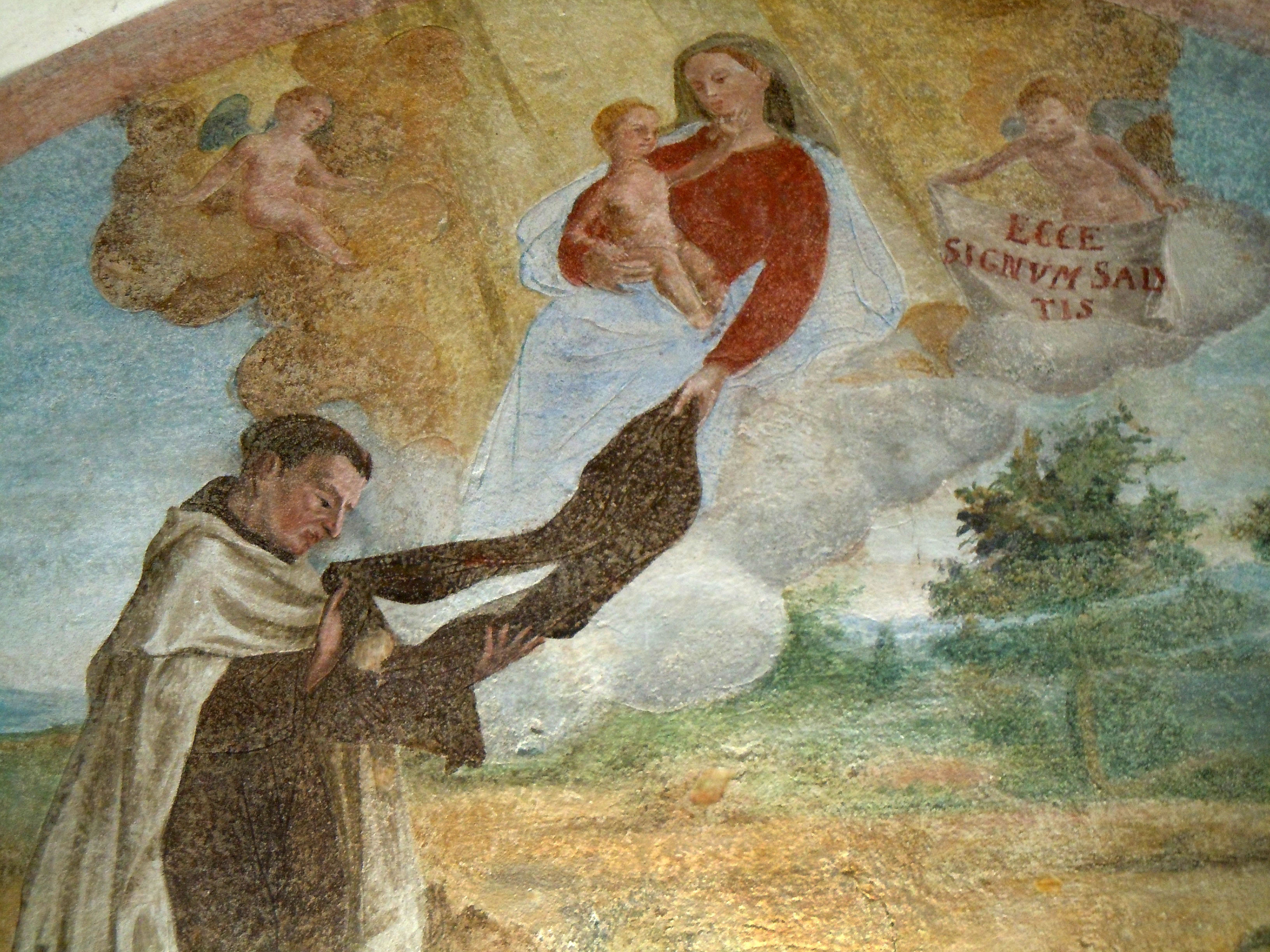
Gonzaga, affresco rappresentante fra' Girolamo nel chiostro del convento di Santa Maria

Nel 1488 prese i voti e venne destinato come rettore alla Chiesa dei Santi Marco e Antonio di Castel Goffredo, ora scomparsa. In quell'anno era al seguito di Francesco II Gonzaga, marchese di Mantova, mentre percorreva una strada nei pressi di Gonzaga, cadde da cavallo e si temette per la sua vita. Frate Girolamo Redini invocò il soccorso della Vergine, la cui immagine era ritratta su un vicino capitello, e fece voto che qualora il suo signore si fosse salvato egli avrebbe abbandonato la vita di corte per abbracciare quella eremitica. Il marchese si salvò e saputo del voto proferito dal Redini iniziò nel 1490 la costruzione della chiesa di Santa Maria, vicino alla quale nel 1496 eresse un piccolo convento nel quale trovarono accoglienza gli eremiti, che seguivano la regola di Sant' Agostino. 

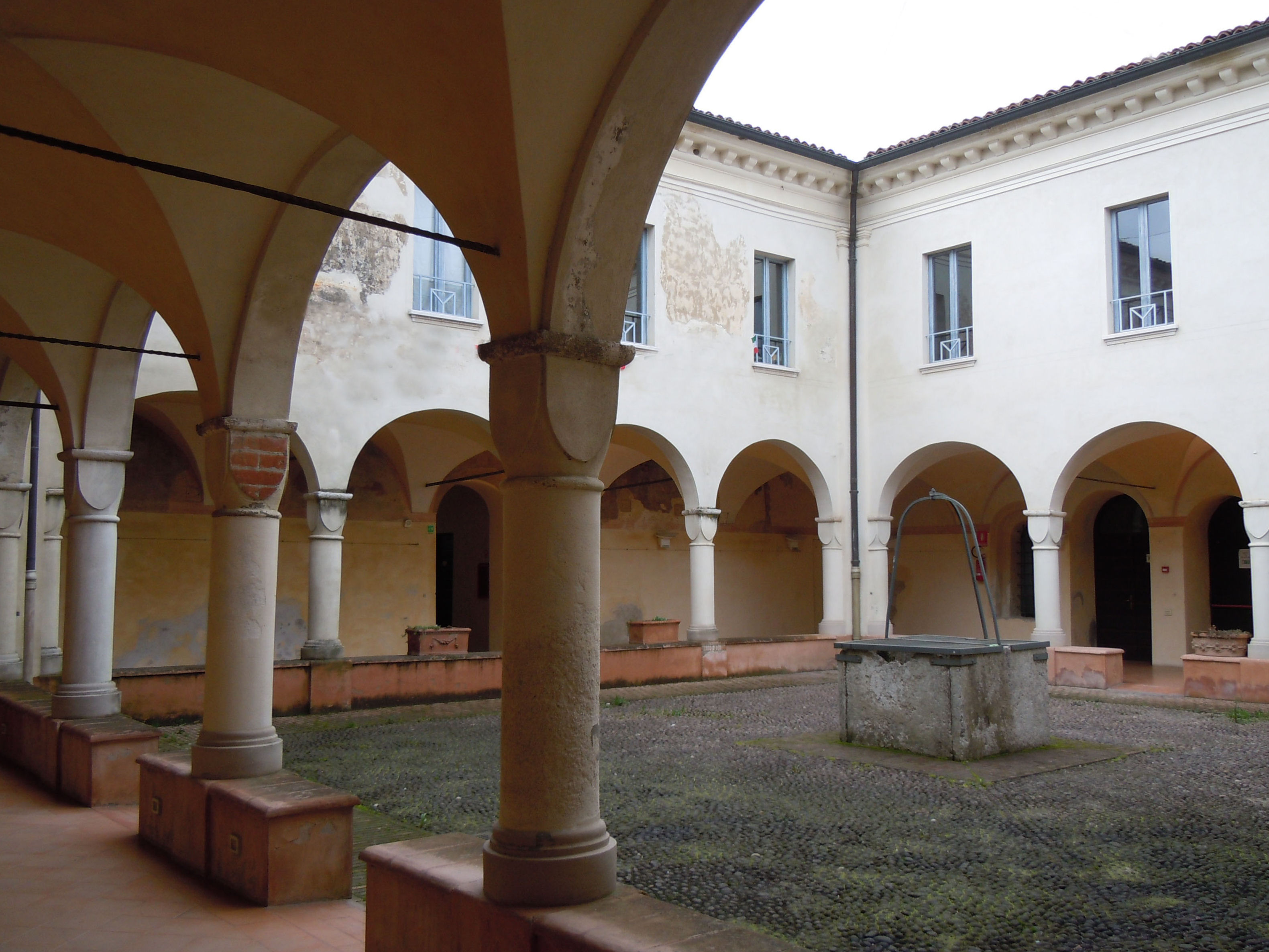
Gonzaga, convento di Santa Maria

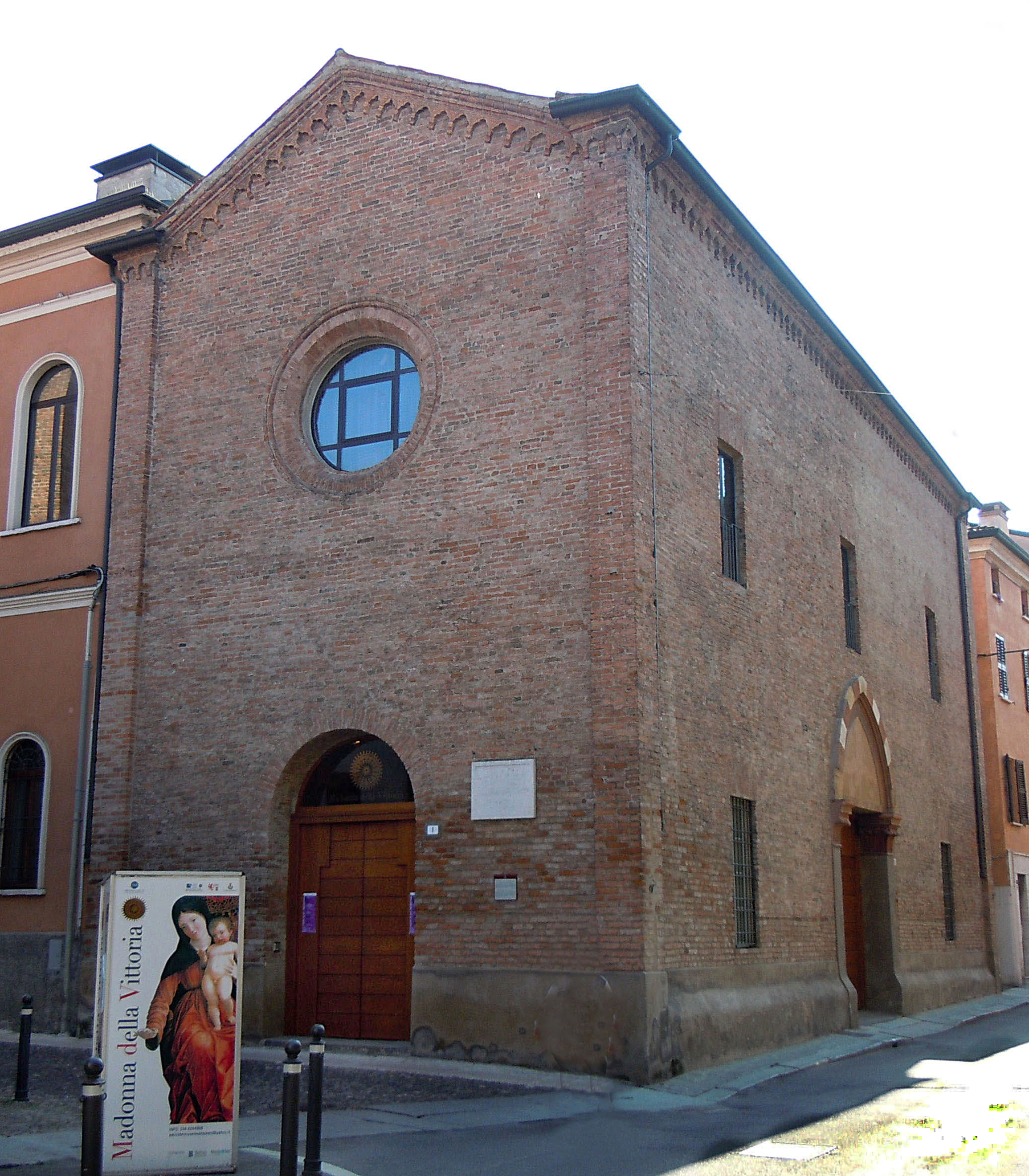
Mantova, Chiesa di Santa Maria della Vittoria

La nuova congregazione ottenne l'approvazione di papa Alessandro VI e si espanse anche nella città di Mantova, (nella Chiesa di Santa Maria della Vittoria, costruita su proposta del Redini nel 1495 da Francesco II in segno di ringraziamento per la vittoria riportata nella battaglia di Fornovo sui francesi di Carlo VIII. Nella chiesa, sempre su consiglio del Redini, trovò posto la Madonna della Vittoria del Mantegna, poi trafugata dai francesi nel 1797 e posta al Louvre di Parigi), e in altre località, fra le quali Ostiglia (San Sebastiano), Castiglione delle Stiviere (Santa Maria), Guidizzolo (San Lorenzo in Bosco) e Carpenedolo (Santa Maria). Anche nella marca di Ancona, sul Monte Conero, nel 1500 aprirono un convento: a questi eremiti appartenne il beato Girolamo Ginelli, morto nel 1506, in fama di santità e sepolto nel Duomo di Ancona.
Fra Girolamo rimase in contatto epistolare con il marchese di Mantova anche durante la sua permanenza a Venezia.
Il frate morì a Venezia nel 1524 e fu sepolto nella Chiesa di San Gregorio.
Scomparso il Redini, a Gonzaga il numero degli eremiti diminuì a tal punto che nel 1577 la compagnia fu soppressa. L'Ordine fu definitivamente soppresso nel 1777 per disposizione imperiale.

## Iconografia
Girolamo Redini risulterebbe rappresentato:
- Nostra Donna detta della Vittoria, Giovanni Luigi e Costantino de' Medici, olio su tela, XVI secolo;[14]
- Madonna col Bambino, San Gerolamo, San Giovannino e Santa Elisabetta e alcuni ebrei, Anonimo, circa 1515, olio su tela, cm 201x184, Basilica di Sant'Andrea, cappella di San Sebastiano, Mantova.[15][16]